# Masakazu Senuma
Masakazu Senuma (Tokio, 7 september 1978) is een voormalig Japans voetballer.

## Carrière
Masakazu Senuma speelde tussen 1997 en 2001 voor Tokyo Verdy en Vissel Kobe.